# Eyehategod

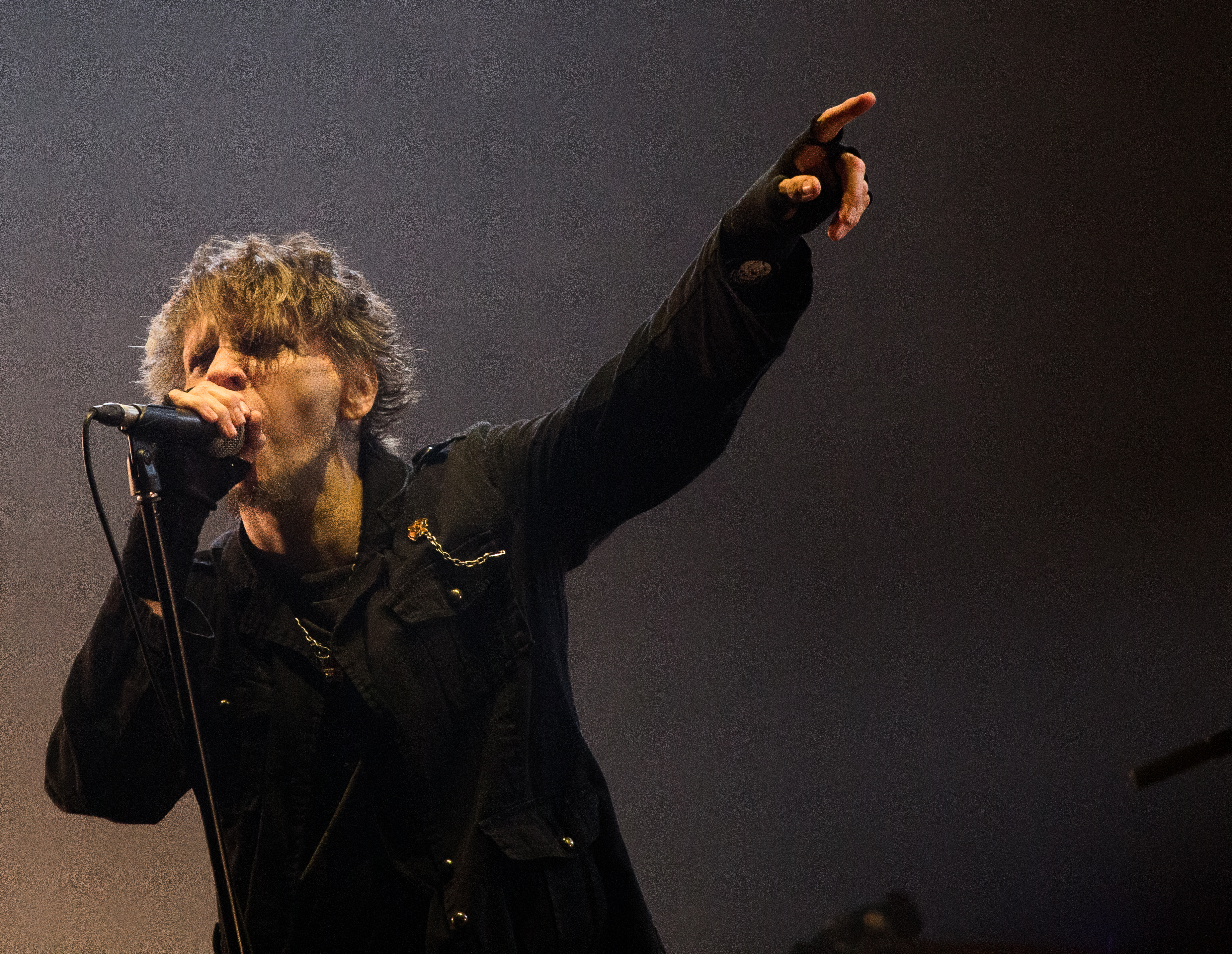
Mike Williams, chanteur de EHG, au Hellfest 2018

Eyehategod, aussi stylisé EyeHateGod, parfois abrégé et crédité sous les initiales EHG, est un groupe de sludge metal américain, originaire de La Nouvelle-Orléans, en Louisiane. Il est un des groupes pionniers de cette scène. Pendant des années, le groupe conserve sa formation d'origine, à l'exception du bassiste, remplacé par divers autres musiciens, et du batteur Joey LaCaze, décédé en 2013.
Eyehategod cite Melvins, Carnivore, The Obsessed, Discharge, Black Flag, Corrosion of Conformity, Black Sabbath, Celtic Frost, Confessor et Saint Vitus comme principales inspirations.

## Biographie

### Débuts (1989-1992)
Jimmy Bower et Joey LaCaze forment le groupe le 20 avril 1988,. Les tout premiers membres du groupe incluent Mark Schulz à la guitare, Chris Hillard au chant, Kevin Noonan à la basse, et Joe Fazzio à la batterie. Après quelques mois d'activité, Hillard, Noonan et Fazzio se séparent du groupe, et sont remplacés par Joey Lacaze, Mike Williams et Steve Dale, respectivement. Avec cette formation, le groupe joue pour la première fois au Storyville Jazz Hall, à La Nouvelle-Orléans. Ce concert s'effectue le 30 juin 1989 avec Soilent Green et Exhorder. Le groupe enregistre ensuite deux démos, Garden Dwarf Woman Driver et Lack of Almost Everything, publiées respectivement en 1989 et 1990. 
Ils réussissent à signer un contrat avec le label indépendant français Intellectual Convulsion, chez qui ils publieront leur premier album studio, In the Name of Suffering. L'enregistrement de l'album s'effectue dans un petit studio local situé à Kenner, en Louisiane, sans producteur, ni ingénieur-son. Ils obtiennent d'Intellectual Convulsion un budget de 1 000 $, mais c'est avec 800 $ qu'ils réussissent à effectuer l'intégralité des enregistrements. Les 200 $ restants leur serviront à acheter de l'alcool et de la marijuana. Le label publie vers 1990, leur premier album à environ 1 500-2 000 exemplaires. En 1992, cependant, Intellectual Convulsion fait faillite.

### Century Media (1992-2001)
En 1992, Eyehategod signe un contrat de six albums avec le label Century Media Records. Century Media réédite leur premier album, In the Name of Suffering, le 1er décembre 1992, puis finance leur deuxième album, Take as Needed for Pain, qui les aidera à se populariser et qui influencera de nombreux futurs groupes. Par impossibilité de publication, et à cause d'un faible succès commercial de la musique extrême, Eyehategod doit enregistrer son troisième album studio, Dopesick, sans aucun soutien financier de la part de son label.
En 1998, Eyehategod doit interrompre sa tournée et se séparer de son chanteur Mike Williams, à cause de problèmes de santé et personnels, notamment liés à sa dépendance à la drogue. Williams expliquera plus tard que cette séparation l'aiderait à surmonter ces difficultés. En 1999, le groupe décide d'effectuer une nouvelle tournée en Europe, et d'enregistrer un nouvel album studio. Le groupe annonce alors son retour chez Century Media en janvier 2000, avec la sortie de la compilation Southern Discomfort qui comprend plusieurs chansons inachevées et démos. Jimmy Bower considère cette sortie comme « un signe de vie. »
EyeHateGod publie son album Confederacy of Ruined Lives en 2000. En 2001, le groupe se sépare de son bassiste Danny Nick, qui est remplacé par Gary Mader avec lequel ils effectueront deux concerts à La Nouvelle-Orléans, puis une tournée au Japon
. Ils publient l'album live 10 Years of Abuse (and Still Broke) le 29 mai 2001, qui marque la fin de leur contrat avec Century Media. 

### Dernières activités (depuis 2003)

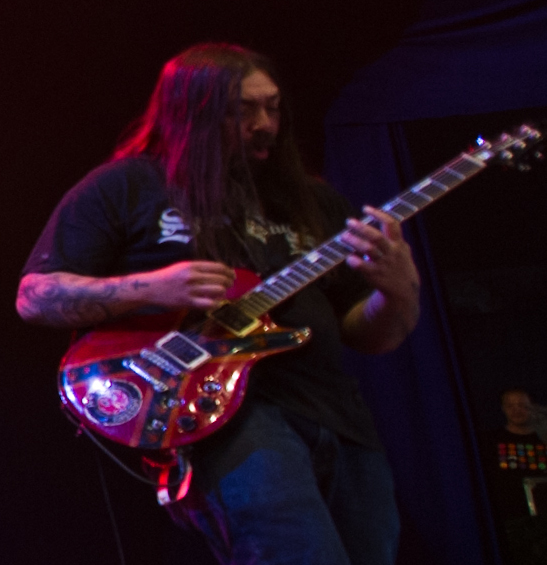
Jimmy Bower, au Roskilde Festival 2011, avec Eyehategod.

En raison de l'implication de Jimmy Bower dans Down les autres membres du groupe fondent en 2003 un projet parallèle nommé Outlaw Order. Ils sortent sous ce nom le EP Legalize Crime puis l'album Dragging Down the Enforcer en 2008.
Cinq jours après le passage de l'ouragan Katrina Mike Williams et sa petite amie sont arrêtés pour usage d’héroïne. Le chanteur est libéré au bout de 91 jours après qu'une caution de 150 000 dollars ait été payée avec l'aide de son ami Phil Anselmo.
En août 2013, de retour d'une tournée européenne, le batteur Joey LaCaze meurt d'une insuffisance respiratoire,. Il est remplacé quelques mois plus tard par Aaron Hill.
En raison de problèmes de santé de son chanteur, Eyehategod annule plusieurs dates en 2015. Mike Williams est remplacé en 2016 par Phil Anselmo pour deux concerts en août puis par le chanteur de Lamb of God Randy Blythe sur une tournée avec Discharge. En novembre 2016 la femme de Mike Williams annonce le lancement d'une collecte de fonds pour financer une transplantation de foie pour son mari. Mike Williams se fait opérer avec succès un mois plus tard, l'appel au don ayant permis de collecter 70 000 dollars.

## Membres

### Membres actuels
- Mike Williams - chant (depuis 1988)
- Jimmy Bower - guitare (depuis 1988)
- Brian Patton - guitare (depuis 1993)
- Gary Mader - basse (depuis 2002)
- Aaron Hill - batterie (depuis 2013)

### Anciens membres
- Joey LaCaze - batterie (1988–2013 ; décédé en 2013)
- Steve Dale - basse (1988-1992)
- Mark Schultz - guitare (1988-1992), basse (1992-1995)
- Vince LeBlanc - basse (1996-1999)
- Daniel Nick - basse (2000-2002)

### Membre de tournée
- Randy Blythe - chant (2016)

## Discographie

### Albums studio
- 1992 : In the Name of Suffering
- 1993 : Take as Needed for Pain
- 1996 : Dopesick
- 2000 : Confederacy of Ruined Lives
- 2014 : Eyehategod
- 2021 : A History of Nomadic Behavior

### Splits et EP
- 1997 : In These Black Days: Vol.1 (split avec Anal Cunt)
- 2000 : Southern Discomfort
- 2001 : 10 Years of Abuse (and Still Broke) (EP)
- 2005 : Preaching the "End-Time" Message